# 日本刑事诉讼法
刑事诉讼法 是日本一部关于刑事诉讼的法律，於1948年7月10日公布。2018年6月1日，日本刑事诉讼法修正案开始实施，這一修正案引入了司法交易（辩诉交易、認罪協商）制度。